# 질식 구조 훈련 장치
질식 구조 훈련 장치는 응급 처치 학습자가 실제 질식 시나리오 처리를 준비하기 위해 사용하는 질식 시뮬레이션 장비이다. 이는 유럽 소생 위원회, 세인트 존 구급차, 및 국제 적십자 적신월 운동의 승인을 받아 사용되었다. 시뮬레이션 장치는 복부 밀기, 백슬랩 방법 등 질식 구조 기술을 시연하고 미국 심장 협회 및 적십자의 질식 구조 프로토콜을 연습하는 데 사용된다.

## 장치

### 질식 방지 훈련 조끼

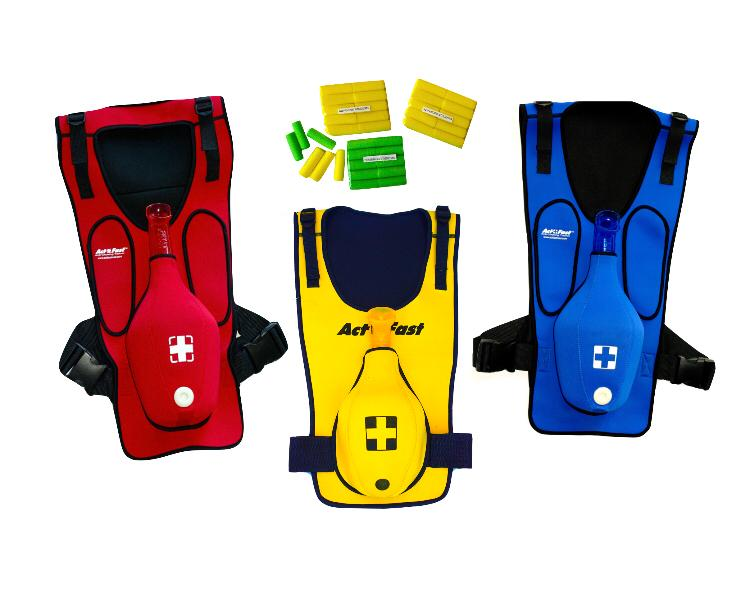
Act+Fast 질식 방지 트레이너

Act+Fast LLC가 개발한 질식 방지 트레이너는 사용자가 복부 추력 동작과 백 슬랩 기술을 연습할 때 착용하는 네오프렌 조끼이다. 모델은 사용되는 프로토콜에 따라 트레이너가 사용하며 다음을 포함한다. 적십자 질식 구조 프로토콜의 경우 백 슬랩 패드가 있는 Act+Fast 빨간색, 미국 심장 협회 프로토콜의 경우 Act+Fast 파란색.

### 질식하는 마네킹

#### Choking Charlie

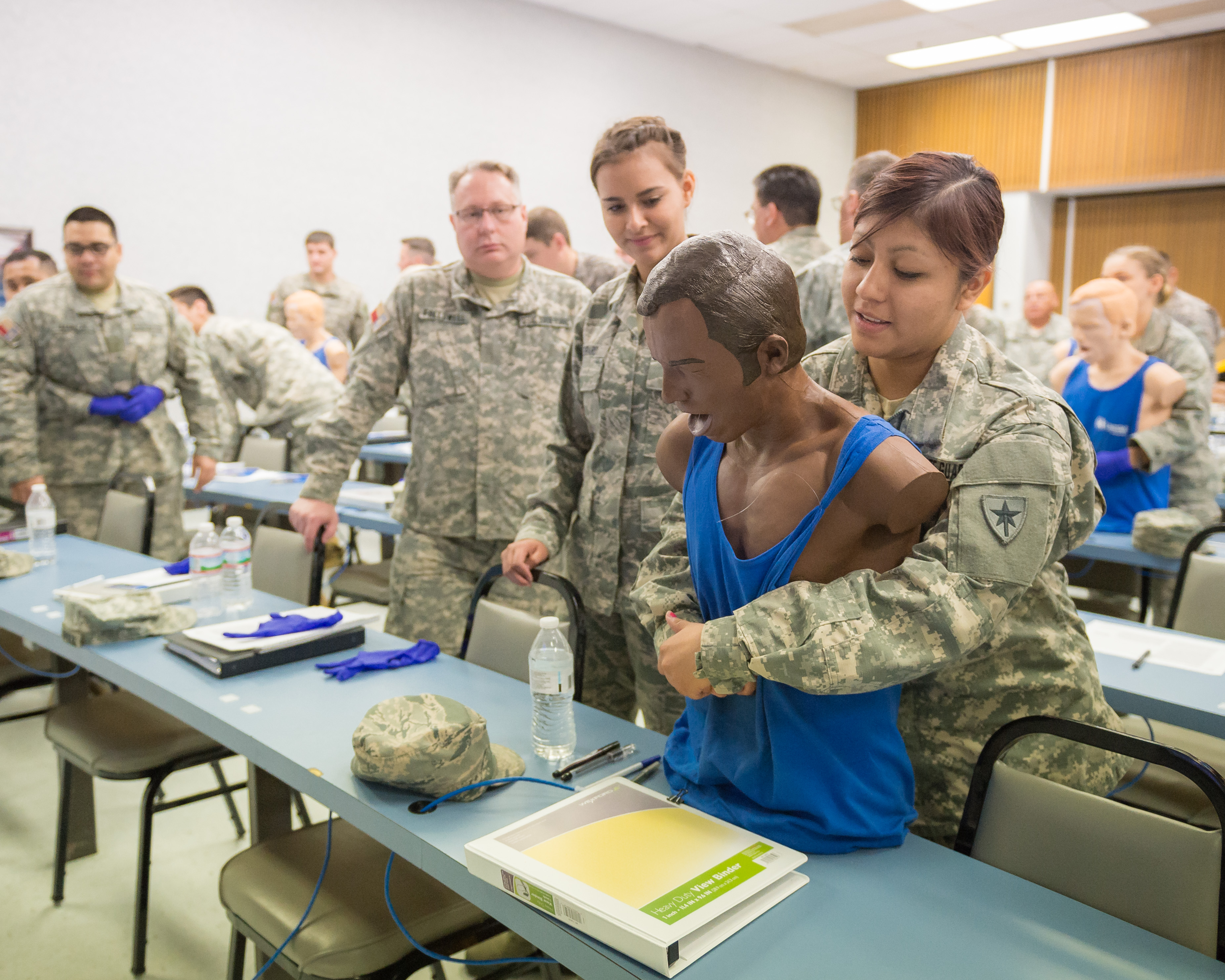
Choking Charlie 에게 하임리히 기동을 연습하는 텍사스 주 경비대

Laerdal Medical 에서 개발한 Choking Charlie 마네킹은 학생들에게 하임리히 동작 및 백슬랩 방법을 훈련하기 위해 특별히 설계된 성인용 몸통이다. 인간 표본에 의해 캐스팅된 Choking Charlie의 사실적인 해부학과 반응을 사용하는 시뮬레이션된 볼루스는 강사에게 질식 방지 기술을 교육하고 연습하기 위한 도구를 제공한다.

#### Simulaids
Simulaids 질식 시뮬레이션 마네킹은 실물 크기로 특정 개인의 질식 훈련을 위해 설계되었다. 마네킹은 유아, 어린이 및 성인 크기로 제공되며 비만 질식 마네킹과 같은 다양한 신체 유형으로 모델링되었다. 마네킹은 질식 방지 기술을 수행할 때 시각적 피드백을 제공하기 위해 볼루스를 삽입할 수 있도록 해부학적으로 내부적으로 정확하도록 설계되었다.

## 운영

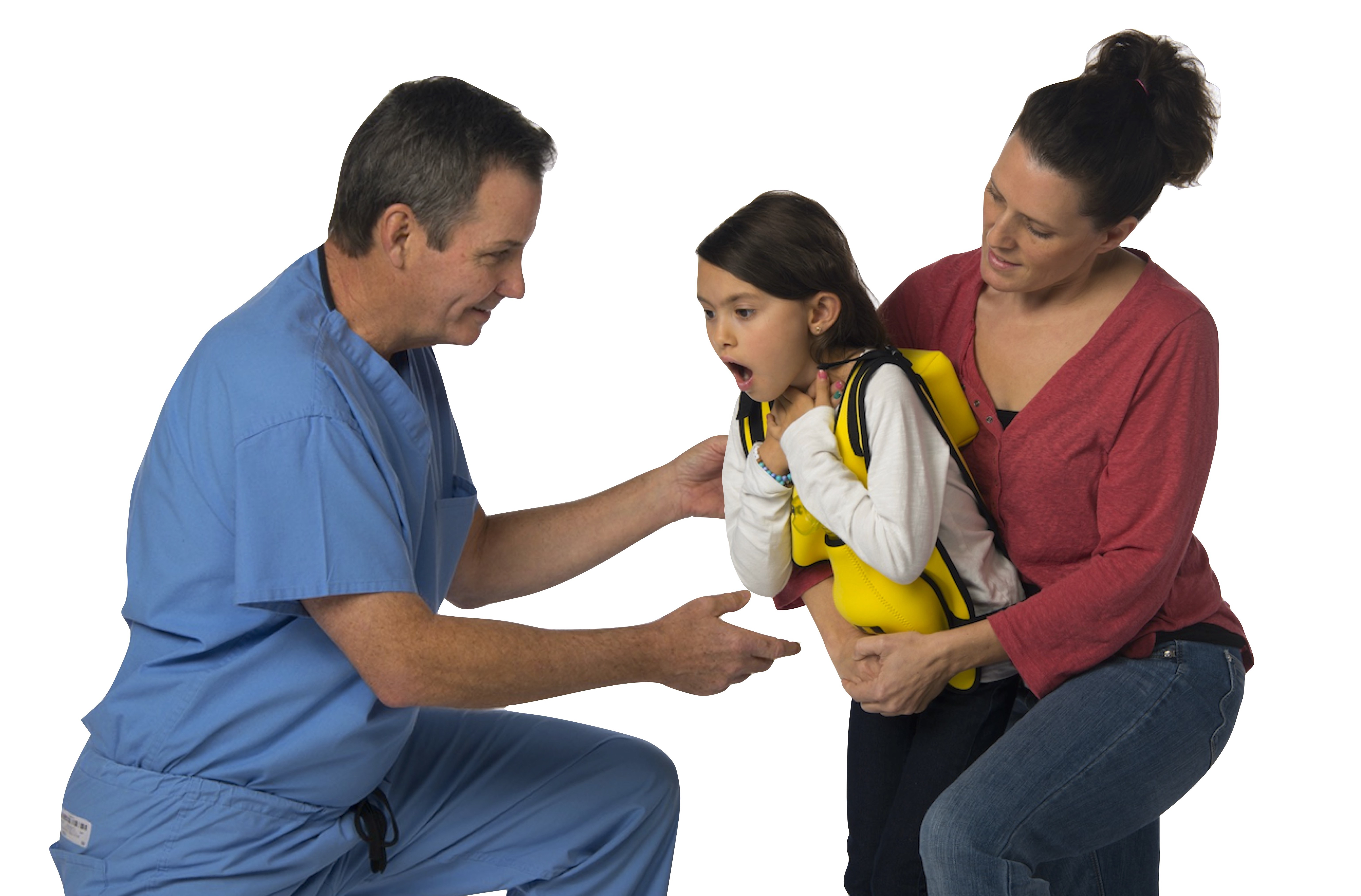
질식 방지 트레이너 사용 중

시뮬레이션 장치는 훈련생이 하임리히 법을 올바르게 수행할 때 이물질 기도 폐쇄(FBAO)를 시뮬레이션하는 폼 플러그가 공중에서 발사되도록 설계되었다.마네킹은 복부 밀어내기 동작, 백 슬랩 방법 및 심폐소생술을 연습하는 데 사용된다. 시연을 위한 해부학적 기준점을 제공하기 위해 흉곽, 경정맥 노치, 검상 돌기를 포함한 해부학적 랜드마크가 있다.

## 평가 및 실제 사용
이 장치는 학교, 구조대, 소방서의 응급처치 훈련에 사용되었다.
응급처치 훈련에서의 사용은 실제 상황에서 질식하는 개인을 구하는 데 도움이 되는 것으로 알려져 있다.